# Список президентов ФК «Реал Мадрид»
«Реа́л Мадри́д» является испанским футбольным клубом из Мадрида. С момента своего основания в 1902 году, клуб сменил 19 различных президентов. Клуб принадлежит болельщикам («socios»), ежегодно выплачивающих достаточно большие членские взносы, имеющих статус «членов клуба», структура похожее на общество с ограниченной ответственностью, они избирают президента путём голосования. Президент несет ответственность за общее руководство клуба, в том числе за подписание контрактов с игроками и персоналом.
Сантьяго Бернабеу находился дольше всех на посту президента «сливочных» (35 лет, с 1943 по 1978 год). 5 ноября 2000 года, бывший игрок «Реала» Альфредо Ди Стефано был назначен почетным президентом клуба.

### Список президентов клуба

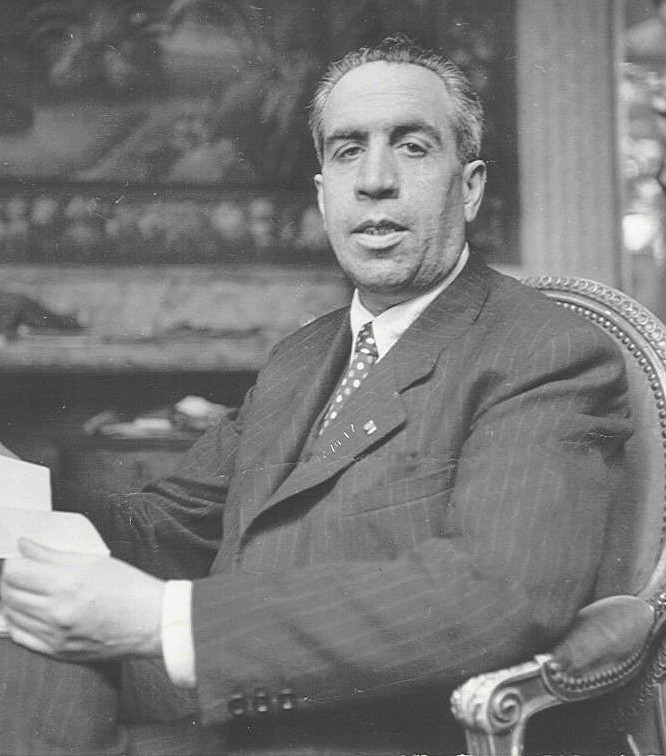
Президентство Рафаэля Санчес Гуэрра совпало с гражданской войны в Испании.

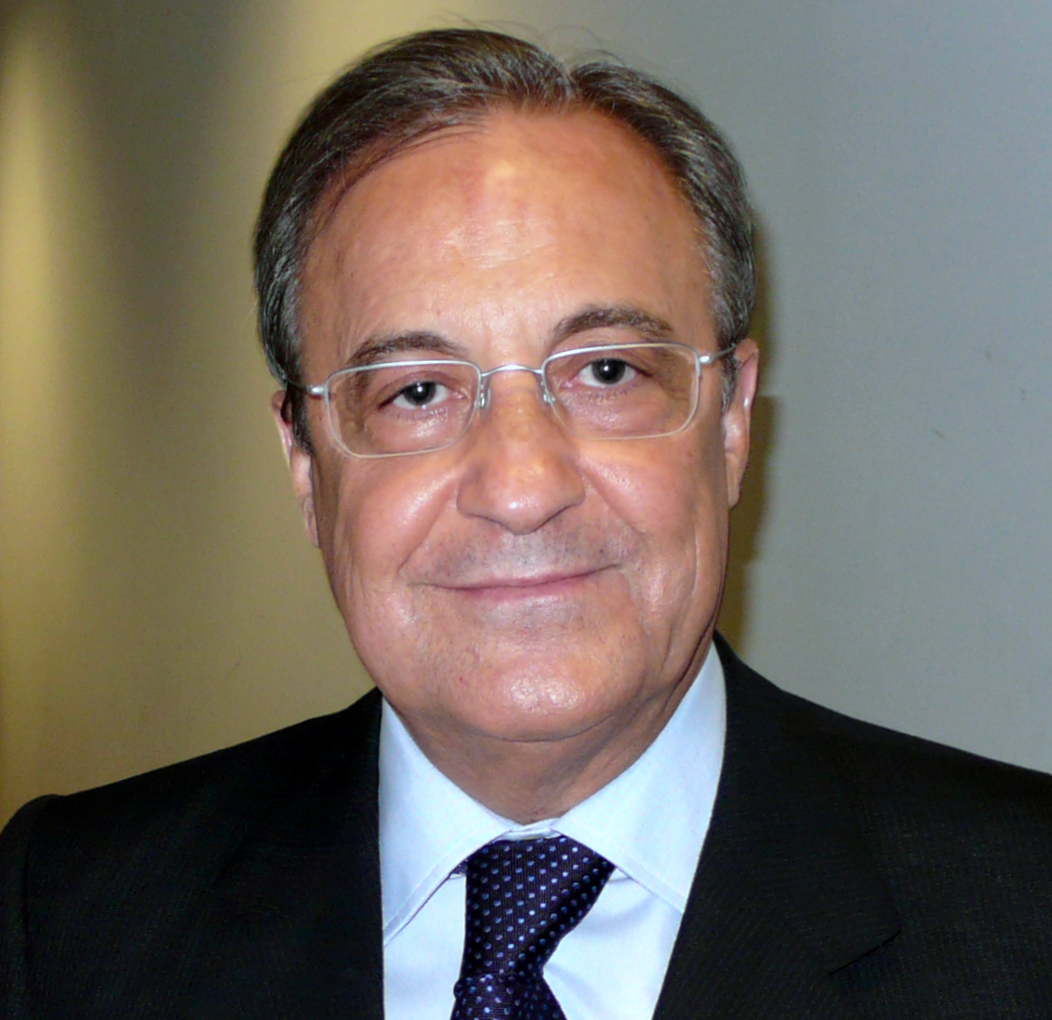
Флорентино Перес является действующим президентом клуба.

| Период     | Президент               |
| ---------- | ----------------------- |
| 2009—н. в. | Флорентино Перес        |
| 2006—2009  | Рамон Кальдерон         |
| 2000—2006  | Флорентино Перес        |
| 1995—2000  | Лоренсо Санс            |
| 1985—1995  | Рамон Мендоса           |
| 1978—1985  | Луис де Карлос          |
| 1943—1978  | Сантьяго Бернабеу       |
| 1940—1943  | Антонио Сантос Перальба |
| 1936—1940  | Адольфо Мелендес        |
| 1935—1936  | Рафаэль Санчес Гуэрра   |
| 1930—1935  | Луис Усера              |
| 1926—1930  | Луис де Уркильхо        |
| 1916—1926  | Педро Парахес           |
| 1908—1916  | Адольфо Мелендес        |
| 1904—1908  | Карлос Падрос           |
| 1902—1904  | Хуан Падрос             |

## Список почётных президентов
| Name                | Appointed       |
| ------------------- | --------------- |
| Карлос Падрос       | 1908            |
| Адольфо Мелендес    | 1913            |
| Альфонсо XIII       | 29 июня 1920    |
| Сантьяго Бернабеу   | 27 мая 1948     |
| Альфредо Ди Стефано | 5 ноября 2000   |
| Франсиско Хенто     | 24 октября 2016 |
| Амансио Амаро       | 2022            |
| Пирри               | 2023            |